# Luperina tiberina
Luperina tiberina är en fjärilsart som beskrevs av Sohn-rethel 1929. Luperina tiberina ingår i släktet Luperina och familjen nattflyn. Inga underarter finns listade i Catalogue of Life.